# Кшечин-Мали
Кшечин-Мали (пол. Krzeczyn Mały, нім. Klein Krichen) — село в Польщі, у гміні Любін Любінського повіту Нижньосілезького воєводства.
Населення — 229 осіб (2011).
У 1975-1998 роках село належало до Легницького воєводства.

## Демографія
Демографічна структура станом на 31 березня 2011 року:
|          | Загалом | Допрацездатний вік | Працездатний вік | Постпрацездатний вік |
| -------- | ------- | ------------------ | ---------------- | -------------------- |
| Чоловіки | 115     | 22                 | 81               | 12                   |
| Жінки    | 114     | 27                 | 66               | 21                   |
| Разом    | 229     | 49                 | 147              | 33                   |